# Toshiaki Fushimi
Toshiaki Fushimi (伏見俊昭, Fushimi Toshiaki, Shirakawa, 4 de fevereiro de 1976) é um ciclista olímpico japonês. Fushimi representou seu país nos Jogos Olímpicos de Verão de 2004, juntamente com Masaki Inoue e Tomohiro Nagatsuka, no qual ganhou a medalha de prata e na edição de 2008, que neste, não obteve sucesso.